# Municipio de Blue Hill (Kansas)
El municipio de Blue Hill (en inglés: Blue Hill Township) es un municipio ubicado en el condado de Mitchell en el estado estadounidense de Kansas. En el año 2010 tenía una población de 27 habitantes y una densidad poblacional de 0,29 personas por km².

## Geografía
El municipio de Blue Hill se encuentra ubicado en las coordenadas 39°15′23″N 98°19′45″O / 39.25639, -98.32917. Según la Oficina del Censo de los Estados Unidos, el municipio tiene una superficie total de 93.59 km², de la cual 93,48 km² corresponden a tierra firme y (0,12 %) 0,11 km² es agua.

## Demografía
Según el censo de 2010, había 27 personas residiendo en el municipio de Blue Hill. La densidad de población era de 0,29 hab./km². De los 27 habitantes, el municipio de Blue Hill estaba compuesto por el 100 % blancos. Del total de la población el 0 % eran hispanos o latinos de cualquier raza.